# Abidjan
Abidjan (ejtsd: Abizson) Elefántcsontpart legnagyobb városa, gazdasági és kulturális központja. Korábban  az ország politikai centruma és fővárosa volt, 1983 óta azonban az Elefántcsontpart középső részén elhelyezkedő Yamoussoukro tölti be ezt a szerepet. 
Abidjan a francia nyelvű Nyugat-Afrika legnépesebb városa. Az Ébrié lagúna partján fekszik, több félszigeten és szigeten, melyeket hidak kötnek össze.

## Eredete
Az Ebrié legenda szerint az Abidjan név (korábban Abijean) egy félreértésből származik. Egy öregember, fagyűjtésből hazatérve találkozott egy eltévedt európai felfedezővel, aki a legközelebbi falu nevét kérdezte tőle. Az öregember nem értette a fehér ember nyelvét, azt hitte, azt kérdezik tőle, hogy mit csinált. Ijedtében azt válaszolta: „tchan me bidjan”, ami az ebrié nyelven azt jelentette: „csak ágakat gyűjtöttem”. A fehér utazó ezt a kérdésére adott válasznak értette, és a város nevét, Abidjanként jegyezte le.

## Története

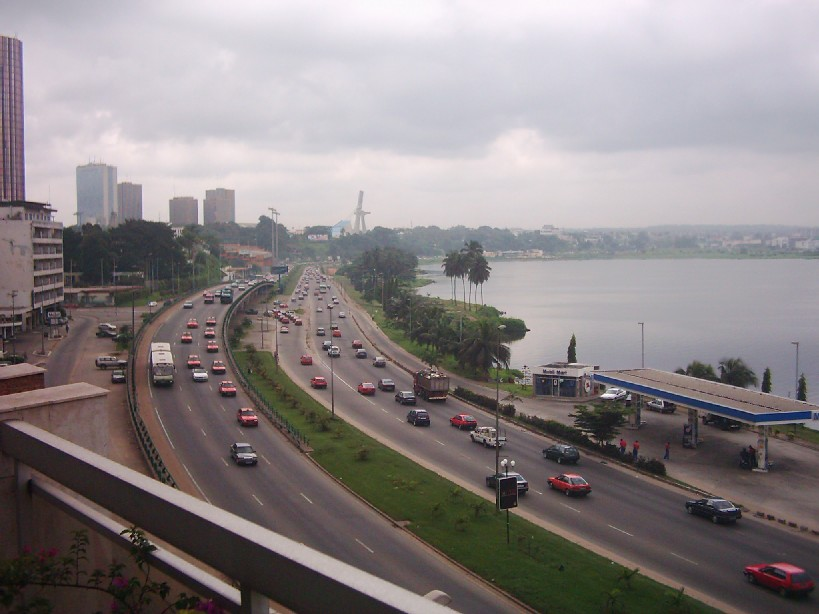
Városi autóút az Ébrié lagúna mellett a város üzleti központja, a Plateau közelében

Grand-Bassam és Bingerville után Abidjan volt Elefántcsontpart harmadik fővárosa. Bingerville jelenleg Abidjan egyik külvárosa.
Bingerville-t 1899-ben építették Houidaille építész irányítása alatt. Egy sárgalázjárvány kitörése után a Grand-Bassamban lakók ide költöztek, a város egészségesebb klímája miatt. A gyarmati kormányzat ekkoriban költözött ide, a város nevét első kormányzójáról, Louis-Gustave Bingerről kapta.
A közelben fekvő Abidjan több helyet és az üzleti terjeszkedéshez jobb körülményeket biztosított. Az egykori rakpart, mely ma már maga a kikötő, gyorsan fejlődött, és a kolónia gazdasági kapuja lett. 1904-ben, mikor Bingerville még nem épült ki teljesen, Abidjan lett az elefántcsontparti gyarmatosítók gazdasági központja, innen szállították az európai árukat a kontinens belsejébe.
1933. augusztus 10-én rendelettel Abidjant tették az ország fővárosává, számos „tchama” falu lakosságát áthelyezték, akik főként Adjaméba költöztek. A Plateau kerülettől délre fekvő Dugbeyo falut a lagúna másik partjára Anoumaboba költöztették. Ez a falu lett később, 1934-ben a város Treichville kerülete, az ország felfedezője és első gyarmati kormányzója, Marcel Treich-Laplène tiszteletére. Ahol egykoron Dugbeyo feküdt, ma az Avenue Treich-Laplène buszvégállomása és kompkikötője található
A város az egykori gyarmati szabályok szerint épült. A gyarmatosítók a Plateau-n laktak, míg a helyiek a város északi területeit népesítették be. A két körzetet a Gallieni laktanya választotta el egymástól, jelenleg itt található a bíróság épülete.
1931-ben Plateau-t és Treichville-t pontonhíddal kötötték össze. Ugyanebben az évben határozták meg Abidjan utcaelrendezését és címjegyzékét, melyek egészen 1964-ig érvényben maradtak.
A városvezetés 1951-ben úgy döntött, hogy megépítik a Vidri csatornát, mely a tengert a lagúnával összekötő csatorna; ezen keresztül a hajók egészen Abidjan kikötőjéig juthattak el. A csatorna megépítése a lagúna hőmérsékletének jelentős csökkenését okozta.
A függetlenség kikiáltása után, 1960-tól az egykori gyarmati városok adminisztratív és üzleti központokká váltak, valamint az elnök székhelye is itt volt. Treichville-nek a repülőtér és a tengerpart felé eső déli területein az európaiak és a középosztálybeli abidjaniak éltek. A Cocody kerület, mely a gyarmati várostervezők elképzelése szerint hatalmas bennszülött kerület lett volna, az elnöki rezidenciának, a francia nagykövetségnek és 2006 óta az Amerikai Egyesült Államok legnagyobb afrikai nagykövetségének ad helyet.
Ezután Abidjan a hosszú gazdasági felvirágzás korszakába lépett, mely egészen az 1980-as évekig tartott, a város „Afrika Párizsává” vált. Elegáns kaszinóival és világszínvonalú szállodáival a város Nyugat-Afrika legbiztonságosabb és legkívánatosabb turistacélpontjává vált. Felhőkarcolói és divatos bevásárlókerülete a stabilitás és virágzás szimbólumává tették a nyugatbarát Houphouët-Boigny kormány alatt.
Boigny végül szülőhelyére, Yamoussoukróba tette át Elefántcsontpart fővárosát. Az egykori faluból hatalmas anyagiak árán varázsolt várost. Ez a lépés azonban szimbolikus volt, mert Yamoussoukro a mai napig semmilyen tekintetben nem Elefántcsontpart székhelye. Abidjanban vannak a főbb gazdasági és pénzügyi szektorok, bankok, egyetemek, kikötők, nagykövetségek, gyárak, cégek stb.

## Népesség
A 2006-os adatok szerint a város lakossága 3 796 677. 2006-ban a városban és vonzáskörzetében 5 060 858-an éltek. Ez a növekedés a 2002 szeptembere óta tartó háború következménye. A városnak sok olyan lakosa van, akik a munka és a biztonságosabb élet miatt érkeztek ide.
| 1920     | 1946   | 1970    | 1978      | 1998      | 2003      |
| -------- | ------ | ------- | --------- | --------- | --------- |
| 1000     | 48 000 | 500 000 | 1 200 000 | 3 125 890 | 3 660 682 |
| 1920 óta |        |         |           |           |           |

1950-ben a városnak még csak 50 000 lakosa volt. Az egymilliós lélekszámot 1975-re érte el, ekkoriban a város lakossága évi 10-12%-kal nőtt, 6-7 évente megkétszereződött. Az 1980-as 1990-es évek válságai miatt a növekedés élesen lecsökkent. A 20. század utolsó két évtizedében a növekedés 6%-ra esett vissza. A születések által okozott népszaporulatot a bevándorlás még tovább növelte.

## A városnak és környékének földrajza

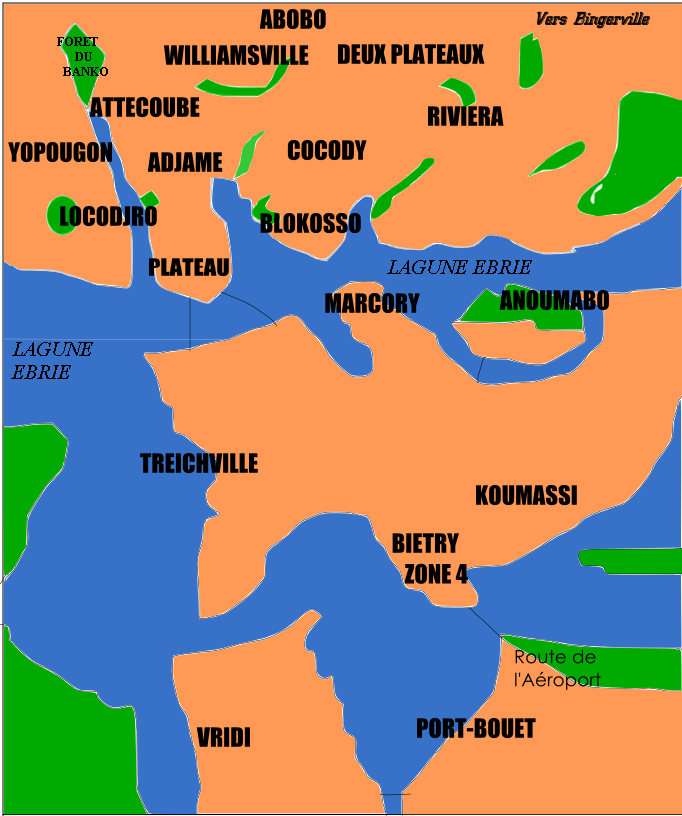
Abidjan város térképe

### Földrajzi elhelyezkedése
Abidjan Elefántcsontpart déli részén az Ébrié lagúna partján fekszik. A város központja a Plateau a város üzleti centruma. Cocodyval, Deux Plateaux-val (a város leggazdagabb kerülete, ahol jellemzően a diplomaták és a gazdagok laknak) és Adjamé nyomornegyedeivel együtt a lagúna északi partján fekszik, Treichville és Marcory délen fekszik, Abobo-Doume és Yopougon a nyugatra, Boulay-sziget pedig a lagúna közepén. Még délebbre Port Bouët található, ahol a város repülőtere és a fő kikötő található.

### Éghajlata
| Hónap                                                           | Jan. | Feb. | Már. | Ápr. | Máj. | Jún. | Júl. | Aug. | Szep. | Okt. | Nov. | Dec. | Év   |
| --------------------------------------------------------------- | ---- | ---- | ---- | ---- | ---- | ---- | ---- | ---- | ----- | ---- | ---- | ---- | ---- |
| Rekord max. hőmérséklet (°C)                                    | 35,0 | 35,7 | 34,9 | 35,0 | 34,9 | 36,2 | 34,0 | 32,0 | 32,1  | 32,8 | 35,0 | 33,7 | 36,2 |
| Átlagos max. hőmérséklet (°C)                                   | 30,5 | 31,0 | 31,1 | 31,2 | 30,4 | 28,7 | 27,4 | 26,9 | 27,6  | 29,2 | 30,5 | 30,3 | 29,6 |
| Átlagos min. hőmérséklet (°C)                                   | 23,5 | 24,6 | 24,9 | 24,9 | 24,6 | 23,7 | 22,9 | 22,1 | 22,3  | 23,6 | 24,4 | 23,8 | 23,8 |
| Rekord min. hőmérséklet (°C)                                    | 14,7 | 16,0 | 19,0 | 15,9 | 18,5 | 18,6 | 17,1 | 17,2 | 15,2  | 17,5 | 19,5 | 16,5 | 14,7 |
| Átl. csapadékmennyiség (mm)                                     | 16   | 49   | 107  | 141  | 294  | 562  | 206  | 37   | 81    | 138  | 143  | 75   | 1848 |
| Havi napsütéses órák száma                                      | 183  | 212  | 226  | 210  | 192  | 117  | 115  | 121  | 141   | 202  | 225  | 208  | 2152 |
| Forrás: Deutscher Wetterdienst, Danish Meteorological Institute |      |      |      |      |      |      |      |      |       |      |      |      |      |

## Közigazgatás

### 2002 előtt

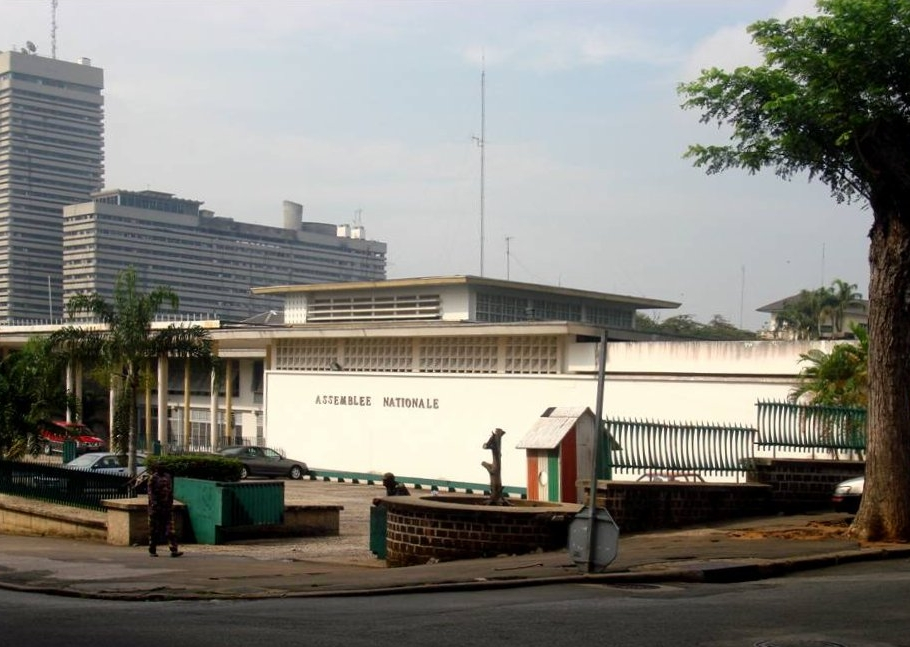
A Nemzetgyűlés épülete

2002 előtt a város neve „Abidjan városa” („Ville d'Abidjan”) volt. Abidjan városa 10 önkormányzatra oszlott, mindegyiknek saját tanácsa és polgármestere volt. A 10 önkormányzat fölött állt a központi városháza, melynek vezetője Abidjan polgármestere volt, akit gyakran „főpolgármesternek” is hívtak.
Abidjan városa része volt az „Abidjan körzetnek”, melyhez a városon kívül a város körüli további három alprefektúra is tartozott. Abidjan körzet az ország Lagunes régiójának volt része.

### 2002 óta
2001 augusztusában Elefántcsontpart kormánya megszüntette „Abidjan városát” („Ville d'Abidjan”), helyette Abidjan tíz önkormányzatát és a három alprefektúrát összevonták „Abidjan körzet” néven. Az így kialakított Abidjan körzet (2119 km²) sokkal nagyobb, mint a korábbi város (422 km²). A reformok 2002-ben léptek életbe, az abban az évben tartott helyi választásokkal egyidőben.
Abidjan körzet a következő kerületekre oszlik:
- Abidjan város (422 km²): a város korábbi területe,

- Abobo
- Adjamé
- Attécoubé
- Cocody
- Koumassi
- Biétry - Zone 4
- Marcory

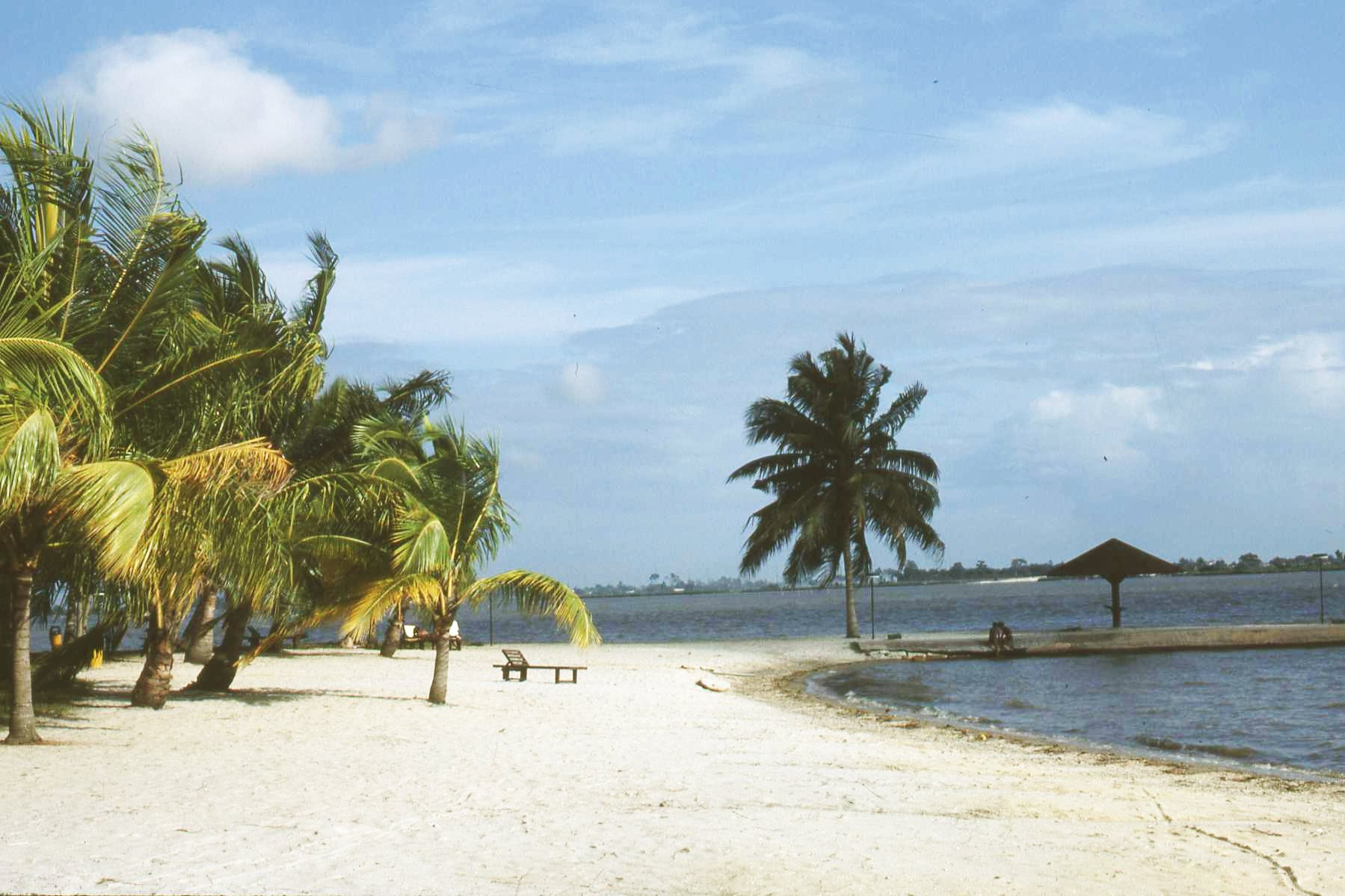
Cocody

- A Plateau, az üzleti élet központja
- Port-Bouët
- Treichville
- Île Boulay
- Yopougon

Mindegyik kerületet saját önkormányzat irányít, melynek élén polgármester áll.
Fontos megjegyezni, hogy Abidjan város és a környező települések közötti különbség csak statisztikai jellegű, hasonló London és London környékének felosztásához. A terület irányítása egységes.
Az irányítás a kerületi kormányzó (Gouverneur du District) kezében van, akit Elefántcsontpart elnöke nevez ki. A kormányzó megbízatása öt évre szól. Abidjan körzet kormányzója Abidjan de facto főpolgármestere is.
A törvényhozás a Körzeti Tanács (Conseil du District) kezében van. A tanácsnak 78 tagja van, akiknek megbízatása öt évre szól. A tanácstagok egyharmadát az Abidjan körzetet alkotó önkormányzatok tanácsai delegálják, míg kétharmadát az Abidjan körzetben élő polgárok választják meg ötévente, közvetlen szavazással.

## Gazdaság

### Ipar
A legfontosabb iparágak: élelmiszerfeldolgozás, kávé, kakaó, fa, gépjárműipar és textilipar, vegyipar. A városban nagy olajfinomító is van.
Abidjan fontos kereskedelmi kikötőhely is, mely kaput nyit a világ és Nyugat-Afrika termékei számára.

### Energia
A körzet adja az ország energiatermelésének a felét.

### Távközlés
Az Ivory Coast Telecom távközlési társaságnak jól működő vezetékes telefonhálózata van, 450 000 előfizetővel (2004-es adat). A társaság nagysebességű internetet, bérelt vonalakat, ADSL-t biztosít. A városban további szolgáltatók is működnek: Aviso, Africa On Line, Globe Access stb.

### Bankok
A legfontosabb nemzetközi pénzintézeteknek van képviselete Abidjanban: Világbank, IMF, BAD, BOAD stb. .

### Tőzsde
Nyugat-Afrika tőzsdéje (BRVM) Abidjanban működik.

### Vasút

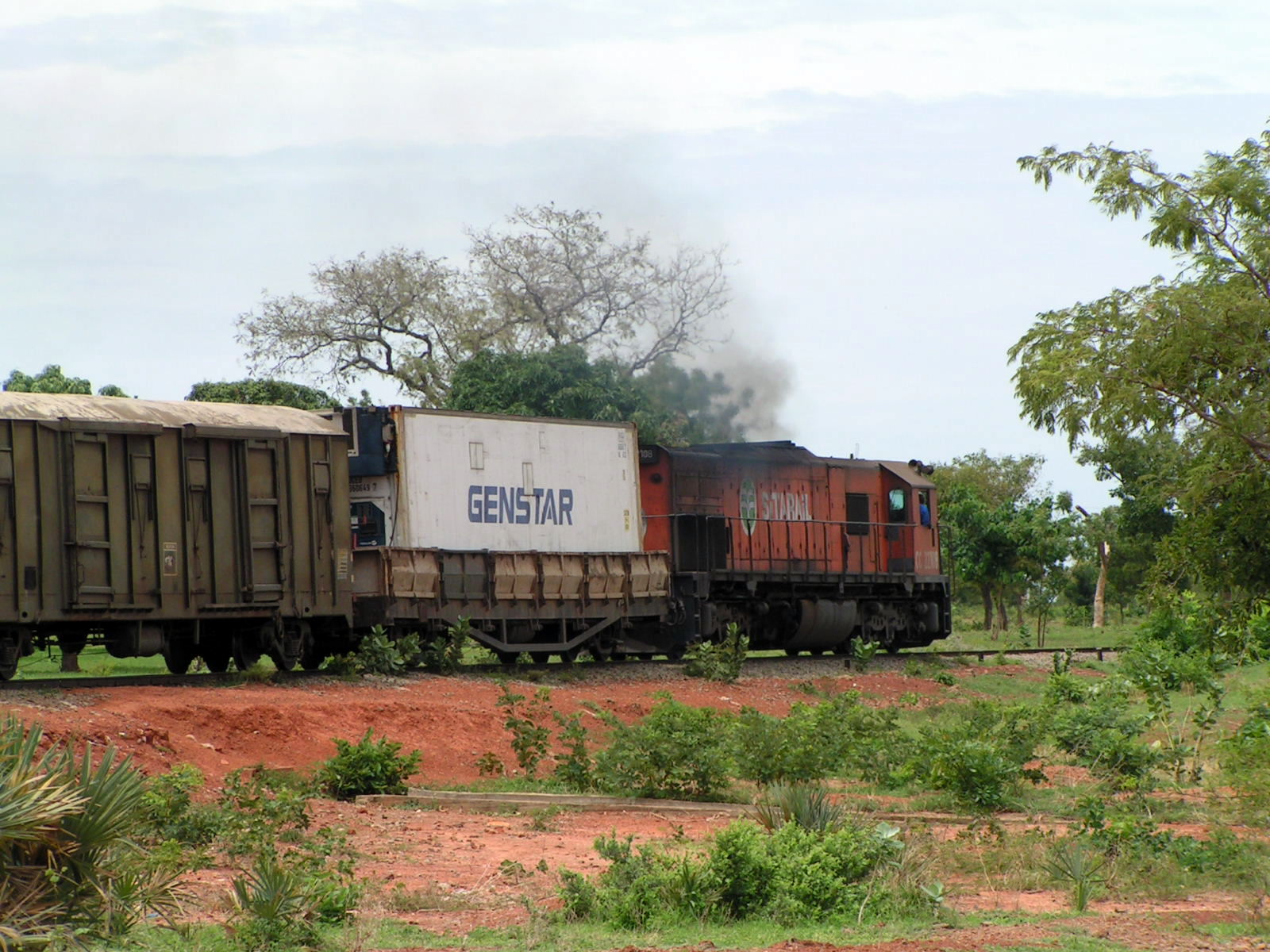
A Sitarail vállalat vasútja

## Közlekedés

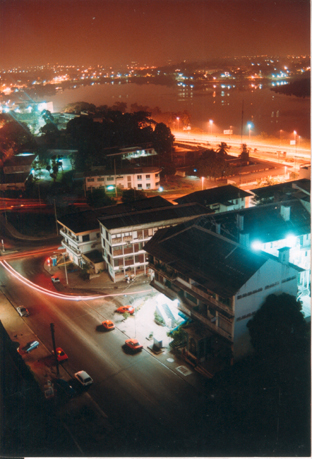
A Plateau és az Ébrié lagúna éjjel

A város több állomásáról, köztük a legfontosabbról, Treichville-ből járnak vonatok Ouagadougou-ba. Treichville-t, Abobo-Doumé-t és a Plateau-t kompjáratok kötik össze. A Port Bouet Airport körülbelül 16 km-re fekszik a város központjától.

### Abidjan kikötője
Abidjan modern kikötője 1950-ben nyílt meg, amikor a Vidri csatornát megépítették, összeköttetés biztosítva ezáltal az Ébrié lagúna és az Atlanti-óceánban fekvő Guineai-öböl között. A kikötő forgalma 1995-ben 12 millió tonna volt, melyből 5,5 millió kőolajtermék volt. Abidjan most megpróbálja visszaszerezni azt a forgalmat, amely a politikai nyugtalanságok miatt más kikötőkbe vándorolt át. Az 1999. decemberi katonai államcsíny óta a hajóforgalom más kikötőket választott: Accrát, Lomét, Cotonout és Dakart.

### Légiközlekedés
Abidjannak nagy nemzetközi repülőtere van, a Félix-Houphouët-Boigny nemzetközi repülőtér (IATA: ABJ, ICAO: DIAP).

### Hidak
A város északi és déli felét a Houphouët-Boigny és a Gaulle hidak kötik össze. Ezek a hidak Treichville és a Plateau között fekszenek, kapacitásuk nem kielégítő, különösen csúcsidőben. A kormány előkészítette egy harmadik híd megvalósíthatósági tanulmányait Cocody és Marcory között. Sajnos az 1999 óta tartó politikai zavargások miatt ezt a tervet levették a napirendről.

## Kultúra

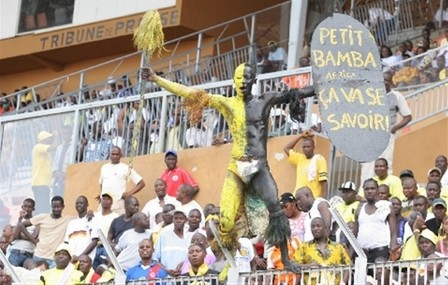

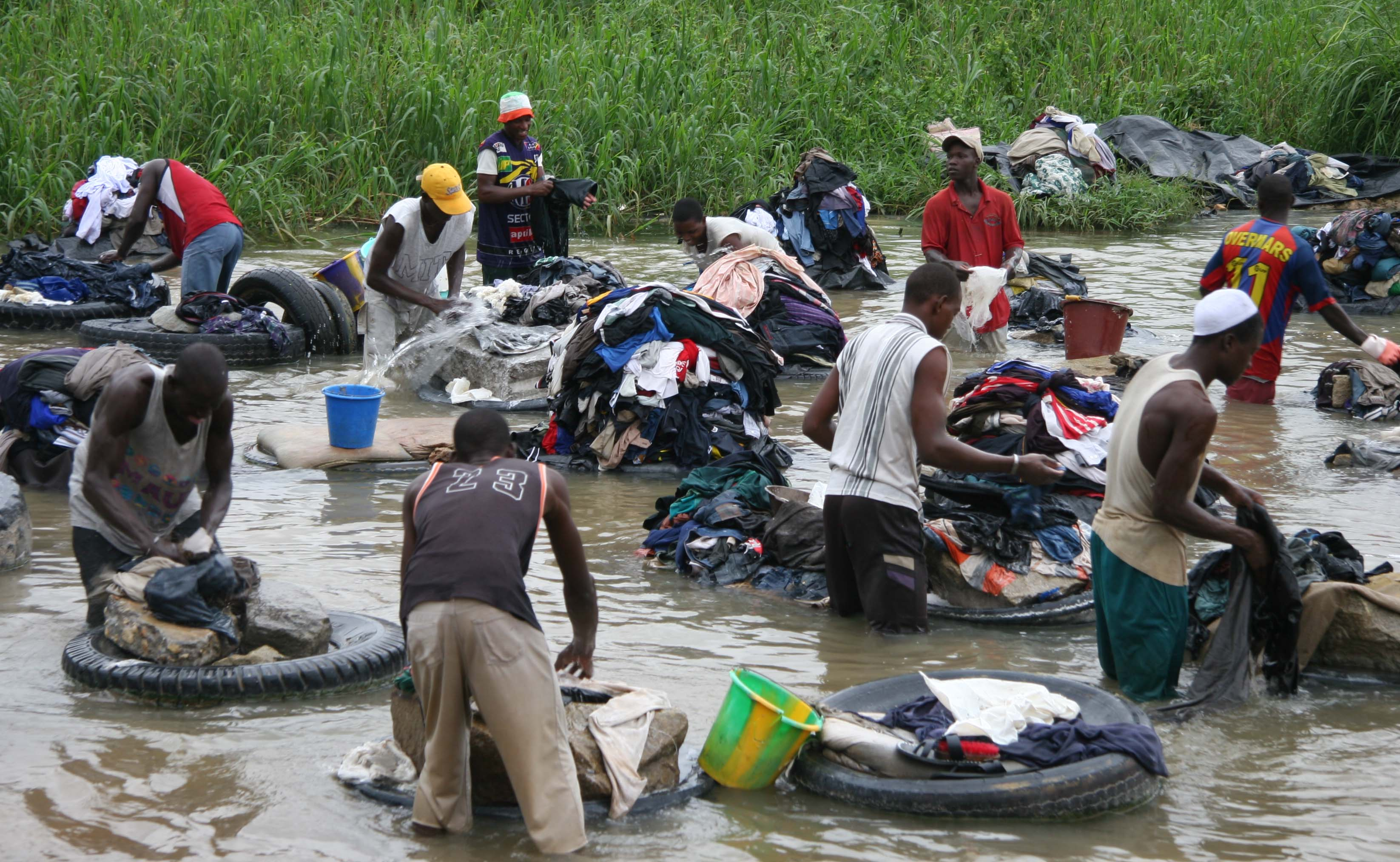
A város szegény lakói a folyóban mossák ruháikat.

Abidjan a nyugat-Afrikai zene és művészet útkereszteződésében fekszik. Számos művészeti fesztiválnak ad otthont.

## Külkapcsolatok
Abidjanban több nemzetközi szervezetnek van képviselete, ezek: UNICEF, UNDP, WHO, WFP, UNOPS, FNUAP, ILO, IMF stb. A világ több szervezetének van Abidjanban olyan képviselete, mely az egész régiót kiszolgálja. Itt található az Amerikai Egyesült Államok nagykövetsége, valamint az Afrikai Fejlesztési Bank, mely egy ideig Tunéziában működött.

### Bűnözés

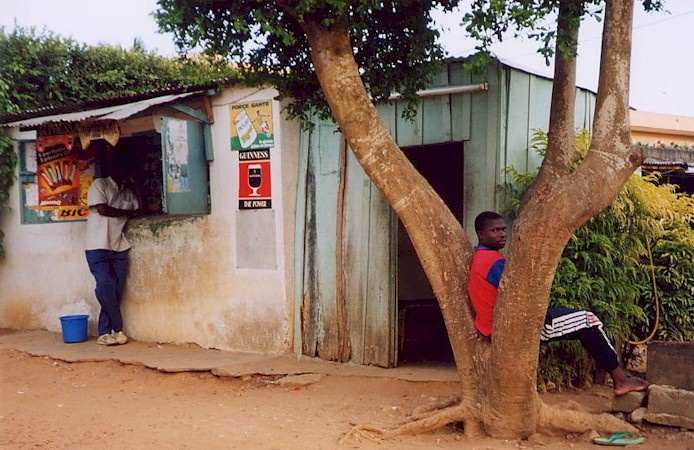

### Abidjan testvérvárosai
- Kumasi (Ghána) (Treichville testvérvárosa)
- Marseille (Franciaország)
- São Paulo (Brazília)
- San Francisco (Amerikai Egyesült Államok)
- Tiencsin (Kína)

## Sport
Elefántcsontpart nemzeti sportjai: kosárlabda, atlétika, rögbi, kézilabda és röplabda. A labdarúgás is nagyon népszerű, a legfontosabb csapatok: ASEC Mimosas és Africa Sports National.

### Labdarúgó klubok
- ASEC Mimosas
- Africa Sports National
- Inconditionnel d'Adjamé
- Jeunesse Club d'Abidjan
- FC Satellite
- Stade d'Abidjan
- Stella Club d'Adjamé

### Kosárlabda
- Fédération Ivoirienne de Basketball
- Abidjan Basket Club
- ASEC Mimosas

### Sportlétesítmények

#### Futball és rögbi stadionok
- Félix Houphouët-Boigny Stadium
- Robert Champroux Stadium
- Municipal de Man FC Stadium
- Municipal d' Abidjan Stadium
- INJS Stadium